# Morris Sievers
Morris William Sievers (* 13. April 1912 in Powlett River, Victoria, Australien; † 10. Mai 1968 in Brunswick, Victoria) war ein australischer Cricketspieler. Er spielte von 1934 bis 1941 in der Mannschaft des Bundesstaates Victoria. Von 1936 bis 1937 nahm er an drei Test Matches für Australien gegen England teil. Sievers trug entscheidend zur Heimkehr des Ashes nach Australien bei.